# Cologania obovata
Cologania obovata är en ärtväxtart som beskrevs av Diederich Franz Leonhard von Schlechtendal. Cologania obovata ingår i släktet Cologania, och familjen ärtväxter. Inga underarter finns listade i Catalogue of Life.